# Ruben-Sammlung
Die ältesten erhaltenen Tonaufnahmen Dänemarks bilden die Ruben-Sammlung – insgesamt 154 einzigartige Aufzeichnungen auf Phonographenwalzen, die in Kopenhagen in den Jahren 1889–1895 mit Thomas Edisons verbessertem Phonographen aufgenommen wurden. Die Aufnahmen entstanden unter der Leitung von Groß-Kaufmann Gottfried Moses Ruben (1837–1897), daher der Name der Sammlung. Ruben hatte zusammen mit seinem Geschäftspartner, dem Instrumentenbauer Theodor Valdemar Cornelius Knudsen (1844–1920) die alleinige Vertretung für die Edison Manufacturing Company in ganz Skandinavien. Bei Phonographen-Vorführungen konnte ein zahlendes Publikum ausgewählte und meist aktuelle Aufnahmen mit zeitgenössischen dänischen Schauspielern, Sängern und Musikern hören. Somit sind die Aufnahmen insgesamt ein Audio-Zeugnis für das Kopenhagener Theater- und Musikleben in der ersten Hälfte der 1890er Jahre.
Diese fast in Vergessenheit geratene Sammlung dänischen Kulturerbes wird in der Königlich dänischen Bibliothek, Aarhus (ehemalig Staatsbibliothek) aufbewahrt und wurde 2007 digitalisiert. 127 der Walzenaufnahmen wurden nachfolgend restauriert und 2015 online gestellt.

## Die Geschichte der Sammlung

### Die Produktionsgeschichte 1889–1895

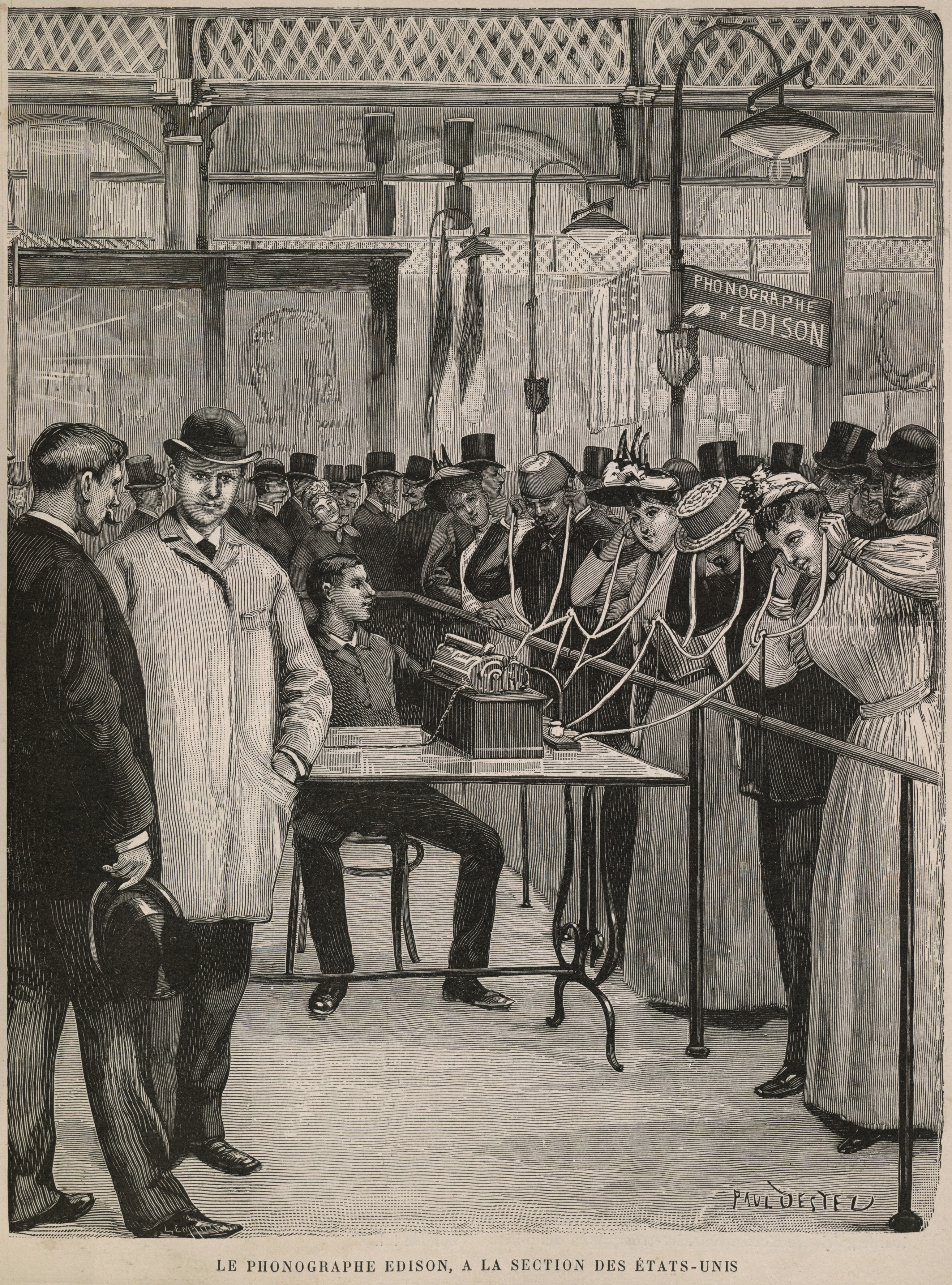
Edisons Phonographen-Stand auf der Weltausstellung in Paris 1889

Edisons verbesserter Phonograph wurde in Europa zum ersten Mal bei der Weltausstellung in Paris im Mai 1889 vorgestellt. Generalkonsul Gottfried M. Ruben brachte ihn einige Monate später in Zusammenarbeit mit der Firma Cornelius Knudsen nach Dänemark.
Die erste Vorführung des Phonographen fand auf Schloss Fredensborg am 28. September 1889 statt. Hier konnte die königliche Familie das neue Gerät erleben. In den darauffolgenden Monaten wurden Vorstellungen für die Presse, die Mitglieder des Industrieverbandes sowie andere Verbände veranstaltet. Schließlich wurde der Phonograph, der seit seiner Ankunft im Lande geräuschreduzierenden Verbesserungen unterlaufen war, am 23. Februar 1890 einem öffentlichen Publikum vorgestellt. Der Phonograph war für die damalige Zeit ein hochentwickeltes und teures Gerät. Die Vorführungen waren nicht billig, käuflich erworben wurde so ein Gerät nur von wohlhabenden Privatpersonen und Geschäftsleuten. Meistens wurde der Phonograph bei anderen Unterhaltungs-Veranstaltungen oder Ausstellungen vorgestellt. Zum Beispiel wurde er mehrere Male im Tivoli ausgestellt, unter anderem in Verbindung mit einer Gemäldeausstellung.
Das Interesse für den Phonographen hielt bis Mai 1882 an, danach ebbte es aus, bis 1894 ein neues Modell erschien. Der neue Phonograph war eine verbesserte und vereinfachte Ausgabe des Edison-Phonographen. Er wurde zunächst bei der Weltausstellung in Chicago 1893 vorgestellt und kam im Februar 1894 nach Dänemark.
Durch die Verbesserungen wurde die Bedienung des Gerätes einfacher, und die neue Technik ermöglichte eine konstante Umdrehungsgeschwindigkeit der Walzen sowohl beim Aufnehmen als auch beim Abspielen. Dieses neue Modell trug zur Verbreitung des Phonographen und der Tonaufnahmen bei. Man versuchte auch den Phonographen für Büroarbeit als Diktiergerät für Briefe, die man dann anschließend auf einer Schreibmaschine schreiben musste, zu vermarkten. In erster Linie war der Phonograph jedoch eine Attraktion und wurde zum Beispiel auf „Den Frie Udstilling“ (deutsch: Der freien Ausstellung) auf dem Rathausplatz in Kopenhagen und später als Phonographenautomat im Tivoli und im Zoologischen Garten ausgestellt.
Obwohl der Neuigkeitswert des Phonographen nach und nach abnahm, stellte Ruben seine Phonographenaufnahmen weiterhin bei neuen Gelegenheiten aus. Er gab zum Beispiel eine Vorstellung mit Aufnahmen von Liedern mit dem Opernsänger Peter Schram, als dieser gerade verstorben war. Eine einzige dieser Aufnahmen ist heute als Teil der Ruben-Sammlung bewahrt.
Anfang des 20. Jahrhunderts wurde der Phonograph billiger und noch leichter zu bedienen. Somit wurde er für einen breiteren Teil der Bevölkerung erschwinglich und fand seinen Weg in viele dänische Stuben.

### In den Händen von Hegermann-Lindencrone 1935–1990

#### Die frühesten Überspielungen von Phonographenwalzen auf Schellackplatten
Nach Gottfried Rubens Tod im Jahre 1897 verblieb ein Teil seiner Sammlung in der Obhut der Familie. Anfang 1936 schenkte der Sohn Victor Gottfried Nathan Ruben (1876–1942) dem Journalisten und Schallplattensammler Knud Alexander Berling Hegermann-Lindencrone (1907–1994) drei Kisten mit je (bis zu) 48 Walzen. Später erweiterte Hegermann-Lindencrone seine Sammlung mit drei weiteren Kisten. Diese stammten aus dem Bestand, den Gottfried Ruben der Polytechnischen Lehranstalt (heute Dänemarks Technische Universität) seinerzeit übergeben hatte.
Anlässlich des 70. Geburtstags des berühmten dänischen Tenors Vilhelm Herold (1865–1937) im Jahre 1935 hatte Hegermann-Lindencrone sechs Walzen auf drei Schallplatten überspielt. Herold hatte sowohl Schallplatten aufgenommen, die immer noch erhältlich waren, als auch Phonographenwalzen. Jedoch waren die ersten Aufnahmen auf Phonographenwalzen 1935 nicht mehr aufzutreiben. Die überspielten Walzen stammten aus den Jahren 1901–1903.
Nachdem die Ruben-Sammlung 40 Jahre lang in Vergessenheit geraten war, gab Hegermann-Lindencrone im Jahre 1936 ein Schellackplatte mit Überspielungen ausgewählter Aufnahmen heraus. Diese rückten die Ruben-Sammlung wieder in die Aufmerksamkeit der Öffentlichkeit.

### Die Sammlung heute

#### Digitalisierung und Restaurierung durch die Staatsbibliothek

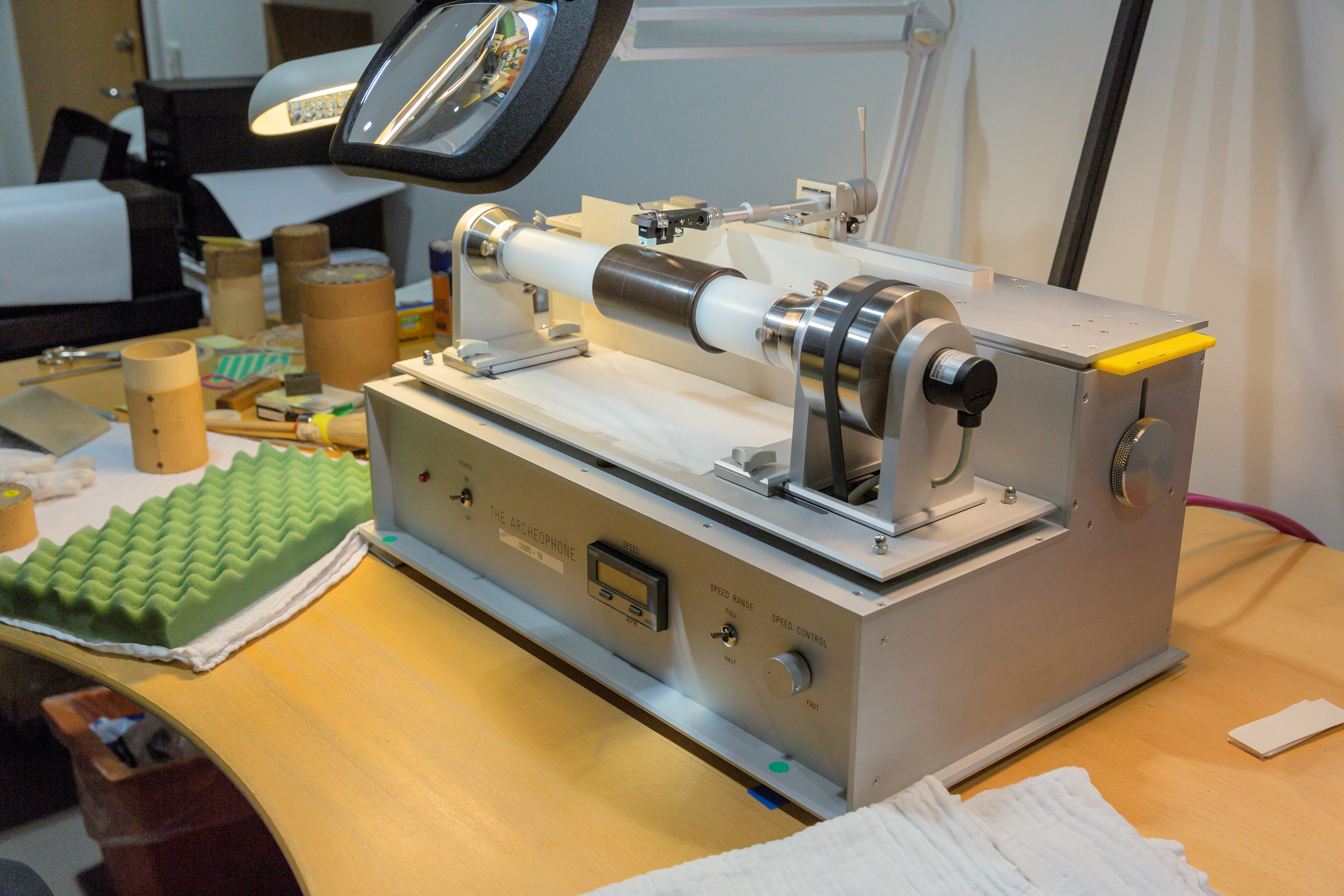
Das Archeophon, Statsbiblioteket zu Aarhus

1990 wurde Hegermann-Lindencrones Phonographen-Sammlung der Staatsbibliothek in Aarhus zum Kauf angeboten. Die Sammlung bestand aus ca. 80 Ruben-Walzen, hauptsächlich mit Sprech- und Gesangaufnahmen. 2007 erwarb die Bibliothek von einem privaten schwedischen Sammler ca. 70 Walzen, hauptsächlich Instrumentalaufnahmen. Darüber hinaus hat das dänische Revuemuseum der Bibliothek drei Walzen übergeben. Zwei Walzen befinden sich wissentlich noch in Privatbesitz.
2004 erwarb die Staatsbibliothek ein sogenanntes Archeophon, welches als Spezialanfertigung in begrenzter Anzahl von dem Franzosen Henri Chamoux gebaut wurde. Mit diesem Gerät wurde mit der Digitalisierung der dänischen Phonographenwalzen begonnen. Das Gerät ist so konstruiert, dass die zerbrechlichen Wachswalzen möglichst schonend abgespielt werden können. Gründe für den schlechten Zustand der Walzen sind unter anderem unpassende Aufbewahrung (zu warm, zu feucht) und nicht sachgemäßes Abspielen durch frühere Besitzer
Wegen der Zerbrechlichkeit sollten die Walzen möglichst nur ein Mal zum Digitalisieren abgetastet werden. Im Oktober 2007 wurde einer von Europas führenden Experten für das Digitalisieren von Phonographenwalzen, Franz Lechleitner, nach Aarhus eingeladen. Im Laufe einer Woche digitalisierte er die Ruben-Walzen. Die Tonsignale vom Archeophon wurden in einer Auflösung von 24 Bit und mit einer Abtastrate von 96 kHz digitalisiert.

##### Herausforderungen beim Überspielen
Insbesondere zwei Problemstellungen haben das Digitalisieren kompliziert, erstens in Verbindung mit der analogen Drehzahl und zweitens bei der digitalen Nachbehandlung der Überspielungen.
Drehzahl: Da es in den 1890ern noch keine Standardwerte für Drehgeschwindigkeit bei Walzen gab, sind die genauen Drehzahlen, die bei der Aufnahme der Walzen angewandt wurden, nicht bekannt. Während des Digitalisierungsverlaufes musste diese von Walze zu Walze erwogen werden. Claus Byrith und Steen Kaargaard Nielsen stellten fest, dass die Drehzahl wahrscheinlich bei ca. 100 bis ca. 150 Umdrehungen pro Minute liegt (dies ergibt eine tonale Abweichung von ungefähr einer Quinte).
Die Drehzahl hat eine besondere Bedeutung für die ersten 80 Walzen, die hauptsächlich Gesang und Rede beinhalten. Es ist nämlich unmöglich genau zu wissen, wie diese Stimmen sich angehört haben, da es keine vergleichbaren Aufnahmen mit den betreffenden Künstlern gibt.
Digitale Nachbehandlung: Hier sind hauptsächlich folgende Probleme aufgetreten; erstens große Knackse (von Rissen und Kratzern auf den Walzen), zweitens Geknister (welches mit den Geräuschen beim Braten mit der Bratpfanne vergleichbar ist) und schließlich Rauschen oder Sausen im Hintergrund der eigentlichen Tonaufnahme.

## Inhalt der Sammlung

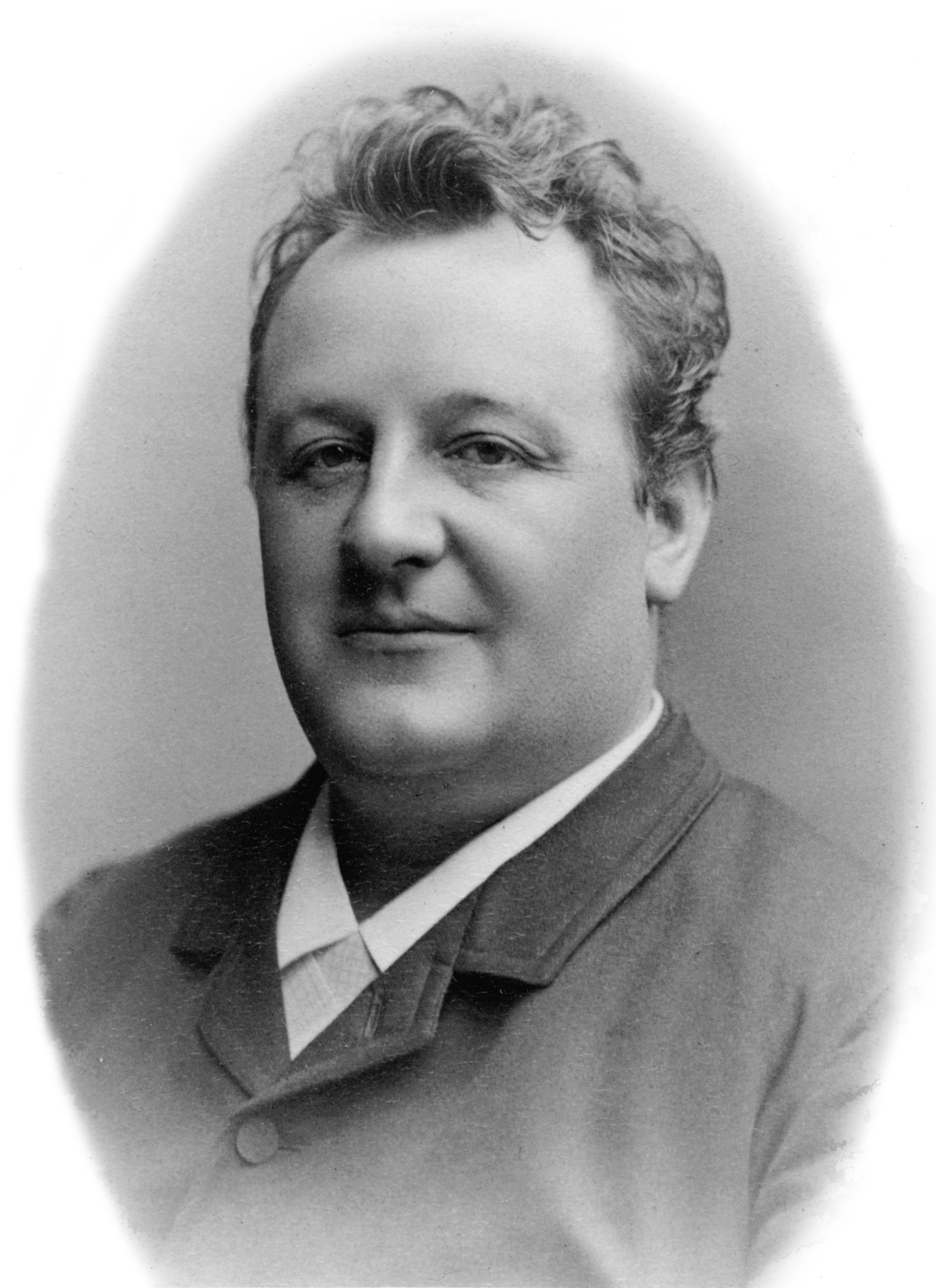
Olaf Poulsen, bei einem Gastspiel in Stockholm 1890 fotografiert

### Oper und Schauspiel am Königlichen Theater

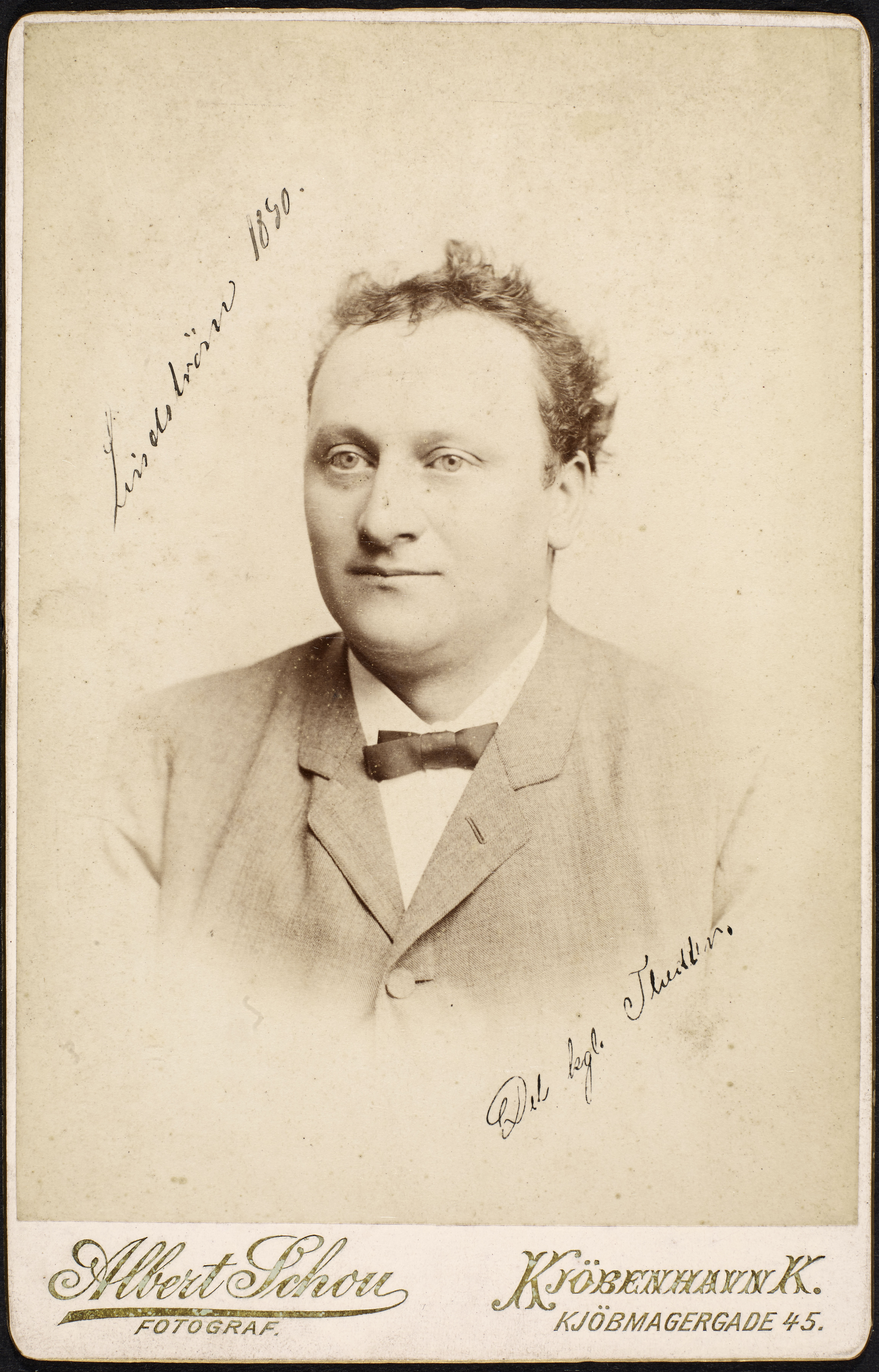
Viggo Lindstrøm, 1890 (Die Königliche Bibliothek)

18 Walzen aus der Ruben-Sammlung konnten als Aufnahmen von Oper, Schauspiel oder Gesang identifiziert werden, wo die ausführenden Künstler dem königlichen Theater angehörten. Einzelne Walzen können aufgrund der sogenannten Schlussankündigung des ausführenden Künstlers genau datiert werden. Dies ist zum Beispiel der Fall bei Olaf Poulsen in der Rolle als Leutnant von Buddinge im Singspiel Genboerne (deutsch: Die Nachbarn von gegenüber) von Jens Christian Hostrup. Poulsen kündigt abschließend an: „Olaf Poulsen, September 1894.“ Die Mehrzahl der Walzen ist jedoch undatiert, stammt aber mit großer Wahrscheinlichkeit aus der Zeit zwischen 1890 und 1895, was aufgrund von Zeitungsberichten, Annoncen oder Konzertprogrammen bestätigt werden kann.
Bei drei der 18 Walzen handelt es sich um Aufnahmen von dänischen Opernsängern, unter ihnen Peter Schram und Niels Juel Simonsen, die Arien aus Mozarts Don Juan bzw. Gounods Faust vortragen. In beiden Fällen sind diese ins Dänische übersetzt worden. Besonders ersterer ist interessant, da Schram aller Wahrscheinlichkeit nach der am frühesten geborenen Mozartsänger ist, von dem eine Tonaufzeichnung erhalten ist. Während Schram seine Arien à Capella vorträgt, wird Simonsen von einem unbekannten Pianisten begleitet.
Neben den international bekannten Opern wurden auch Auszüge von mehreren dänischen Schauspielen aufgenommen. Diese Aufnahmen vertreten ein zentrales Dramarepertoire der nationalen Bühne – sie enthielten Stücke von Ludvig Holberg, Adam Oehlenschläger und Jens Christian Hostrup. Unter den Schauspielern bei den Aufnahmen befinden sich die bekanntesten und beliebtesten Persönlichkeiten des Kopenhagener Kulturlebens um 1890, genannt seien z. B. Louise Phister, Ludvig Phister, Olaf Poulsen und Emil Poulsen.

### Vaudeville und Lustspiel
Zur Ruben-Sammlung gehören auch eine größere Anzahl Aufnahmen von Schauspielern aus aktuellen Vaudevilles und Lustspielen des späten 19. Jahrhunderts, die an den drei Privattheatern Casino, Folketeatret und Dagmarteatret aufgeführt wurden. Genannt seien Aufnahmen von Marius Berggreen und Harald Kolling in Verkleidungsrollen aus dem sehr beliebten Vaudeville „Der Redaktionssekretär“, welcher 1863 am Folketeatret Premiere hatte und bis 1897 164 Mal aufgeführt wurde, sowie Auszüge aus „Jeppe vom Berge“ mit Otto Zink als Jeppe. Zink war übrigens der erste Schauspieler, der diese Rolle außerhalb der Nationalbühne spielte, die sonst das Alleinrecht für das Stück besaß.
Eine der originellsten Aufnahmen der Sammlung ist wohl ein Sketch des Schauspielers Viggo Lindstrøm, als Telefongespräch in einer Zeit inszeniert, wo das Telefon noch eine relativ neue, nicht sehr verbreitete Erfindung war. Der Schauspieler tut so, als ob er eine Anzahl sehr unterschiedlicher Charaktere anruft, die er selbst am Dagmarteatret gespielt hat. Auf diese Weise wirbt er für seine berufliche Allseitigkeit. Folgende sowohl komische als auch tragische fünf Rollen porträtiert er durch die Telefongespräche: den Maurer Mattern aus „Lille Hanne“ (deutsch: Kleine Hanne), den Rabbi Ben Akiba aus „Uriel Acosta“, Schmiedemeister Henriksen aus „Formaaende Venner“ (deutsch: Vermögende Freunde), den Hausmeister Bergkvist aus „Skandalen i Nat“ (deutsch: Der Skandal heute Nacht) und den Redakteur Jakob Knudsen aus „Henning Tondorf“.

### Revuelieder
Ein kleinerer Teil der Ruben-Sammlung umfasst Werke von einigen der beliebtesten Revuekünstler dieser Epoche. Einige dieser Aufnahmen sind gut erhalten, während andere in sehr schlechtem Zustand sind. Eine der gut erhaltenen Aufnahmen ist Frederik Jensens beliebte Revuefarce „Velkommen i det grønne eller Vores egne kinesere“ (deutsch: Willkommen im Grünen oder Unsere eigenen Chinesen), die in der Wintersaison 1894–1895 am Nørrebro Teater 142 Mal aufgeführt wurde.
Wilhelm Gerner, ein weiterer damals sehr beliebter Revuekünstler, tritt auch in der Ruben-Sammlung auf. Da Gerner 1899 plötzlich verstarb, sind die Aufnahmen der Ruben-Sammlung die einzigen, die von ihm existieren. Die am besten erhaltene der beiden Gerner-Aufnahmen ist das Lied „Hva jeg nu’nte tror“ (deutsch: Was ich jetzt nicht glaube) aus „Byens fædre eller Sommerrevyen“ (deutsch: Die Stadtväter oder die Sommerrevue) von 1895, wo er im Text des Liedes auf einige zeitgenössische Personen und Ereignisse anspielt, zum Beispiel den Industriellen C.F. Tietgen.

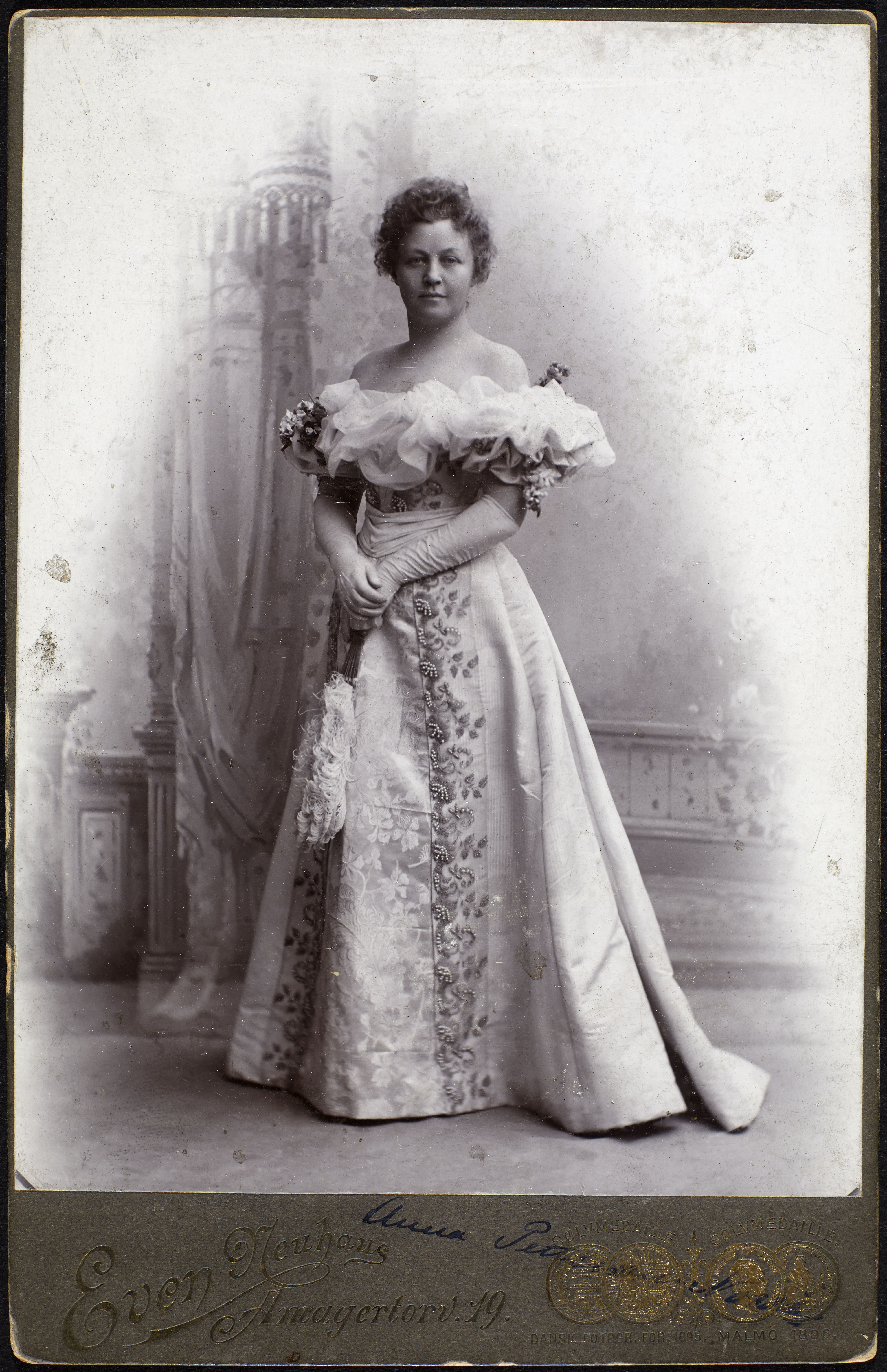
Anna Norrie, 1890 (Königliche Bibliothek)

### Nordische Lieder
Auch Aufnahmen einiger bekannter zeitgenössischer Konzertsänger gehören zur Ruben-Sammlung. Deren Lieder sind stellvertretend für ein Konzertrepertoire von beliebten und volkstümlichen Liedern und Weisen. Insbesondere finden wir hier dänische und schwedische Lieder, aber auch norwegische, englische und französische Lieder wurden aufgenommen. Diese Lieder wurden normalerweise à capella oder mit Klavierbegleitung aufgenommen. Oft wurden die Lieder für das kurze Walzenformat abgeändert.
Augusta Lütken ist die Sängerin, von der es in der Ruben-Sammlung die meisten Aufnahmen gibt, es seien genannt „Home, Sweet Home“ (aus der englischen Oper Clari or The Maid of Milan), Godmorgen (deutsch: Guten Morgen, mit Musik von Edvard Grieg) sowie „I Würtzberg ringe de klokker til fest“ (deutsch: In Würzburg läuten die Glocken zum Fest, mit Musik von P.E. Lange-Müller). Bei allen Aufnahmen wird Frau Lütken von einem unbekannten Pianisten begleitet, die älteste Aufnahme ist von 1890. Bei den letzten beiden Zeilen von „Home, Sweet Home“ zeigt die Koloratursopranin Lütken, was sie kann, mit einem Vokalmelisma und einem langen Triller am Schluss.
Von dem auch sehr beliebten Konzertsänger Niels Juel Simonsen befinden sich folgende Aufnahmen in der Sammlung: „Aftensang“ (deutsch: Abendlied), „Flyv, Fugl, Flyv“ (deutsch: Flieg, Vogel, flieg), sowie zwei Duette mit Anne Christine Thorning-Lembcke, „I skoven“ (deutsch: Im Wald) und „La brise est douce“ (deutsch: Die leichte Brise) aus Gounods Oper „Mireille“. Die Begleitung auf dem Klavier spielte aller Wahrscheinlichkeit nach Anne Christine Thorning-Lembckes Mann, der Opernrepetitor Gustav Adolph Lembcke. Diese Aufnahmen sind vom 31. Mai 1894, was am Schluss der Aufnahmen angekündigt wird.

Vom Bassbariton August Stitz, der neben seiner Tätigkeit als Goldschmied als Konzertsänger auftrat, befinden sich zwei Aufnahmen in der Sammlung, Per Svinaherde und Du gamla, du friska, wobei die letztgenannte eine frühe Ausgabe der schwedischen Nationalhymne ist. Besonders bei Per Svinaherde kommt Stitz’ tiefe Stimme in einer Interpretation zur Geltung, die mit einem inszenierten Applaus endet.
Auch ein dänisches Seemannslied, I sund og i bælt (deutsch: In Sund und Belt), gesungen von Peter Cornelius unter Klavierbegleitung von Robert Henriques, sowie das schwedische Lied Längtan till landet (deutsch: Die Sehnsucht nach dem Land), gesungen von einem Männerchor unter Begleitung des Berggreen Quartetts gehören zur Sammlung.
In der abschließenden Ansage des norwegischen Liedes Killebukken, gesungen von der Operettensängerin Anna Norrie, lässt sich heraushören, wie ungewöhnlich es gewesen sein muss, die Aufnahme seiner eigenen Stimme zu hören und vielleicht auch die Bedeutung der aufnahmetechnischen Begrenzungen wahrzunehmen. Typisch wurden in der Schlussansage Datum und Namen genannt, Anna Norrie dagegen lässt ihre Unzufriedenheit mit dem Ergebnis der Aufnahme verlauten: „Jag tycker min stemma låter förskräckligt [i] fonografen. Jag vill aldrig sjunge i den mer. Anna Norrie.“ (deutsch: Ich finde, meine Stimme hört sich im Phonographen schrecklich an, ich werde nie wieder ein Lied aufnehmen. Anna Norrie). Die Sängerin änderte jedoch später ihre Meinung und nahm in Stockholm 1905 und 1912 Schallplatten auf.

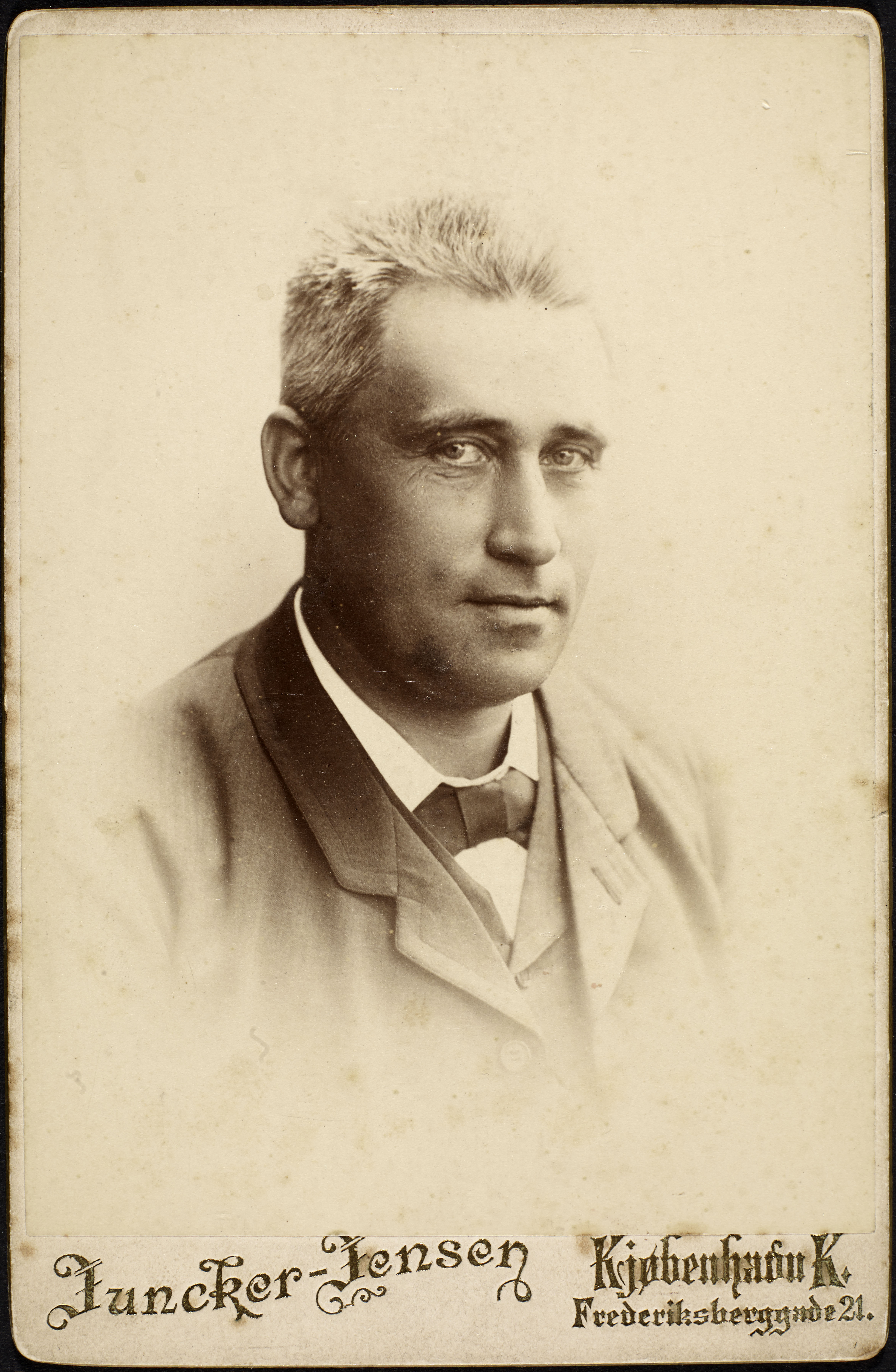
Benjamin Pedersen, 1891 (Königliche Bibliothek)

### Dänische Literatur
Hans Christian Andersen ist in der Ruben-Sammlung durch die Geschichte „Det er ganske vist“ (deutsch: Es ist ganz gewiss) in gekürzter Ausgabe vertreten. Vermutlich liest der Schauspieler Elith Reumert die Geschichte vor, aber das Etikett an der Walze fehlt. Der Theaterhistoriker Torben Krogh beschreibt Elith Reumert aufgrund seiner klassisch geprägten Auslegung der Sprache als einen geschätzten und beliebten Vorleser. Laut Krogh ist die Darstellung des tratschenden Federviehs, den Hauptpersonen der Geschichte, lebendig und nuanziert.
Mitte der 1920er schrieb Elith Reumert zwei Bücher über Hans Christian Andersen, H.C. Andersen som han var und H.C. Andersen und det Melchiorske Hjem. Darüber hinaus erregte er auf Tourneen in England und den USA mit seinen Interpretationen von Hans Christian Andersens Märchen Aufmerksamkeit.
Die Ruben-Sammlung enthält auch Bruchstücke einer Leichenpredigt Holger Drachmanns, die aus der Gedichtesammlung „Sange ved havet“ (deutsch: Lieder am Meer) aus dem Jahre 1877 stammt. Die Leichenpredigt ist eines der wenigen Beispiele von Poesie in der Ruben-Sammlung. Die Grabrede für einen ertrunkenen Fischer wurde vom Schauspieler Benjamin Pedersen vorgelesen, er gehörte dem Folketeatret (1876–1889) und dem Dagmateatret (1889–1897) an. Die Aufnahme wird in der dänischen Zeitung Adresseavisen am 4. Dezember 1895 als Teil eines Phonographen-Programms in Den Frie Udstillingsbygning erwähnt. Diese Tatsache und die gute Tonqualität deuten darauf hin, dass die Aufnahme 1985 entstanden ist. Ein handschriftliches Etikett in der Ruben-Sammlung dokumentiert, dass Benjamin Pedersen auch eine Aufnahme von Emil Aarestrups Gedicht „Pater Hugo“ aus der Sammlung „Digte“ (deutsch: Gedichte, 1838) gemacht hat, diese ist jedoch verloren gegangen.
Mitte der 1890’er gab Carl Maglekilde-Petersen mehrere Bücher mit kurzen, liebevoll humoristischen Erzählungen heraus. Diese schildern das zeitgenössische seeländische Volkstum. Laut Literaturhistoriker Peder Hesselaa war Maglekilde-Petersen dafür bekannt, kreuz und quer durchs Land zu ziehen und verschiedene Gutshöfe zu besuchen, um Möbel zu taxieren. Man kannte ihn auch als guten Geschichtenerzähler, der jedes Publikum unterhalten konnte. Am 17. Dezember 1895 machte er selbst eine Aufnahme von einer seiner Erzählungen, „Købet af min bog“ (deutsch: Der Kauf meines Buches). Im gleichen Jahr kam die Erzählung als Buch heraus. Die Aufnahme dokumentiert Maglekilde-Petersens sprühenden seeländischen Bauerndialekt und seinen weitschweifigen sprachlichen Ausdruck.

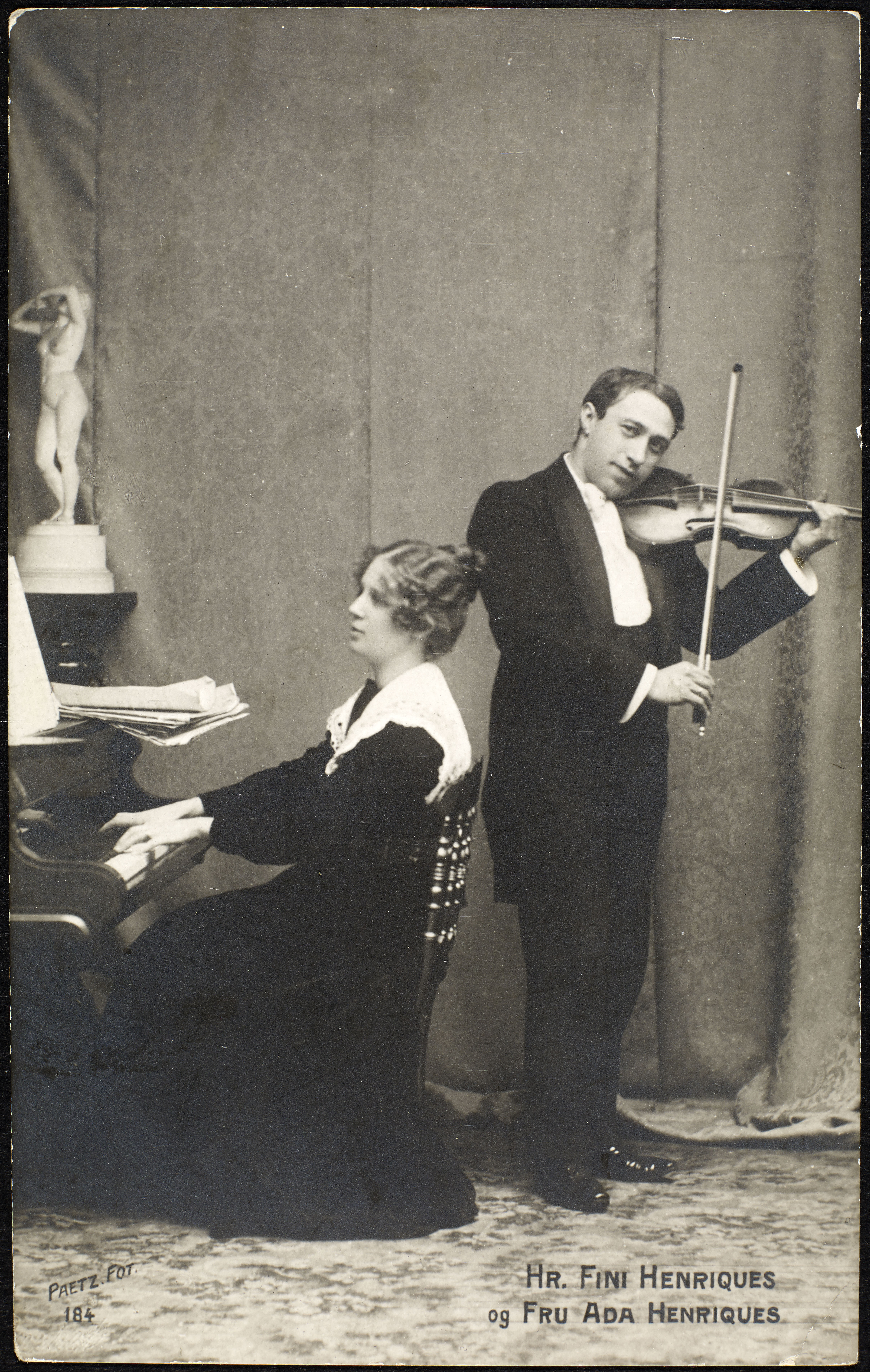
Fini und Adda Henriques, ca. 1891–1895 (Königliche Bibliothek)

### Meister der Musik
Die Ruben-Sammlung umfasst mehrere hervorragende dänische Musiker. Unter den bekanntesten damaligen Musikern befinden sich der Komponist und Geigenspieler Fini Henriques, der Multi-Instrumentalist Peder Pedersen – bekannter als „Jydepeter“ – sowie die Brüder Dominico und Florindo Variali, beide spritzige Musiker. Mit den Variali Brüdern befinden sich fünf Aufnahmen aus dem Jahre 1894 in der Sammlung. Hier spielt Dominico Klavier und Florindo Geige und Klavier. Diese Aufnahmen gehören zu den am besten erhaltenen Aufnahmen der Sammlung. Das Klavier war damals eines der Instrumente, von denen es am schwierigsten war, gute Aufnahmen zu machen.
Es gibt unter anderem auch eine Aufnahme des Liedes des Toreros aus der Oper Carmen, Geige mit Klavierbegleitung.
Zu den Instrumentalaufnahmen gehören auch drei vom Dänischen Nationalmuseum ausgeführte Aufnahmen mit Luren aus der Bronzezeit. Die Luren waren 1892 zwecks Tonvorführungen restauriert worden. Die 3000 Jahre alten nationalen Kostbarkeiten wurden 1894 vom königlichen Kapellmusiker August Petersen senior und dem Spieler der ersten Posaune des Tivoli-Konzertorchesters Carl Christensen auf Edisonwalzen verewigt.
Auch die Harmonium-Ausgabe von „Postludium Nr. 1“ aus „Seks postludier for orgel“ (deutsch: Sechs Postludien für Orgel) des Komponisten und Organisten Hans Matthison-Hansen, gespielt von einem unbekannten Kandidaten Grønbech (möglicherweise Vilhelm Grønbech) gehört zur Sammlung. Außer dem von einem Posaunenquartett gespielten Psalmen „Det er så yndigt at følges ad“, ist das Postludiuim Nr. 1 die einzige Kirchenmusik in der Ruben-Sammlung.
Eine kleinere Anzahl Walzen beinhaltet Aufnahmen mit unvollständigen Etiketten, daher sind die Instrumentalisten noch unbekannt. Sie spielen unter anderem Stücke von Hartmann, Grieg und Mendelssohn, sowohl Solo als auch im Duett mit Instrumenten wie zum Beispiel Kornett, Trompete und Klavier.

### Die Militärmusik spielt auf
Im Jahre 1890 stellten die militärischen Marching Bands einen großen Anteil des Musiklebens in den größeren Städten Dänemarks. Sie dienten als Begleitung bei militärischen Zwecken, dienten aber auch als gratis Volksunterhaltung bei Freilichtkonzerten, auf Plätzen, in Parks und an verschiedenen Gedenktagen. Da diese Orchestermusik somit für alle zugänglich war, bedeutete die starke Haushaltskürzung der Regimentsmusik im Jahre 1911 einen großen musikkulturellen Verlust. Edisons Phonograph jedoch machte es möglich, dass wir heute Aufzeichnungen von der damals gespielten Musik haben, unter anderem Kong Christian stod ved højen mast (deutsch: König Christian stand am hohen Mast) und dronning Louise March, beides von der Marching Band der Ingenieurtruppe um 1894 aufgenommen.

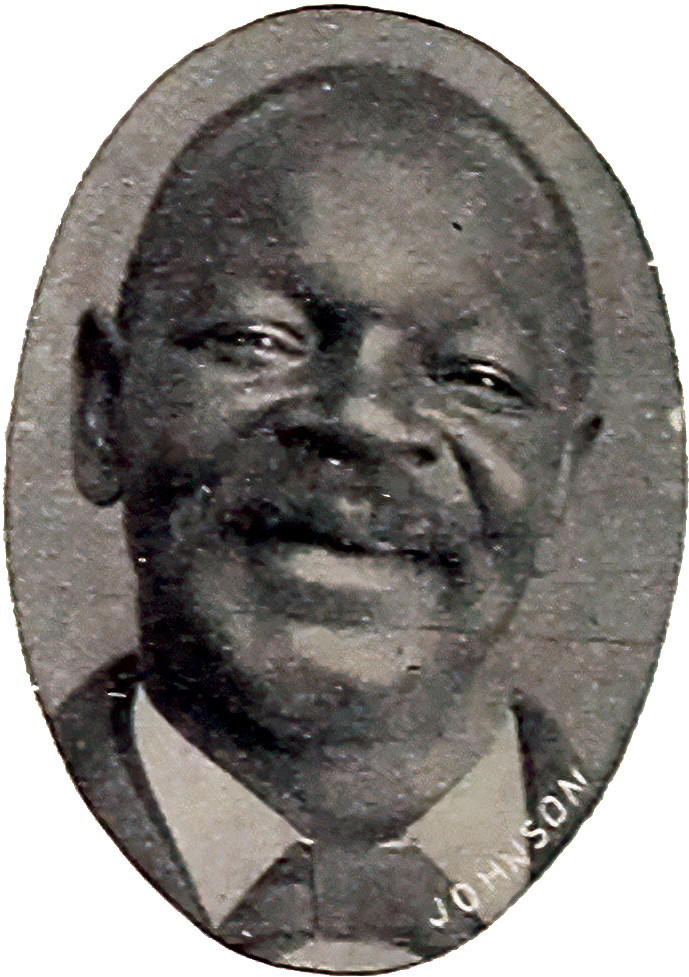
George W. Johnson, 1898

### Ausländische Gastspiele
Die Ruben-Sammlung beinhaltet zwar hauptsächlich Tonaufnahmen aus Kopenhagen, aber es gibt auch einige Aufnahmen aus zum Beispiel England, Frankreich und den USA. Diese konnten das Publikum mit berühmten Stimmen und virtuosen Orchesteraufnahmen aus dem großen Ausland faszinieren und gleichzeitig aufzeigen, dass Edisons Gerät alle möglichen Geräusche, Stimmen, Musik usw. aus aller Welt wiedergeben konnte, und zwar zu jeder Zeit an jedem Ort.
Zur Sammlung gehören unter anderem in London aufgenommene Stücke des englischen Militärmusikers Arthur Henry Smith sowie eine Aufnahme aus New Jersey, ein beliebter amerikanischer „Lachgesang“ The Laughing Song, den sein Urheber selbst gesungen hat. Trotz seines heute sehr politisch unkorrekten Textes mit einer negativen stereotypen Darstellung der Afroamerikaner war The Laughing Song eines der meistverkauften Lieder der frühen Phonographie überhaupt. Außerdem ist es die Vorlage für einen der größten Erfolge des dänischen Revuetheaters. Das Lied, dessen Refrain teilweise als Gelächter gesungen wurde, hatte im Sommer 1898 besonders großen Erfolg. Der beliebte Revueschauspieler William Gerner hatte das Lied in der Revue „Lige ud ad Kongevejen“ (deutsch: immer geradeaus auf dem Kongevej) am Frederiksberg Morskabsteater gesungen.

## Zugriff auf die Sammlung
Es gibt mehrere Möglichkeiten, auf die Audiodateien (Digitalisate der Tonaufnahmen) der Rubenwalzen zuzugreifen. Eine vollständige Liste gibt es auf der Homepage der Königlichen Bibliothek, Aarhus (ehemalige Staatsbibliothek). Hier besteht auch die Möglichkeit, die Audiodateien (MP3) herunterzuladen. Das Urheberrecht ist abgelaufen und die Dateien wurden unter der Creative Commons Lizenz CC-by veröffentlicht. Dies bedeutet, dass man sie jederzeit, auch für kommerzielle Zwecke, verwenden darf, wenn man die Quelle anführt. Darüber hinaus sind die Aufnahmen im Portal Europeana, Thematische Sammlung „Europeana Music“ recherchierbar.